# The Embassy (luta profissional)
Mogul Embassy ou simplesmente The Embassy é um professional wrestling stable em All Elite Wrestling (AEW) e sua promoção irmã Ring of Honor (ROH), onde são os atuais ROH World Six-Man Tag Team Champions.

## História

### Ring of Honor
A Embaixada é liderada por Príncipe Nana, um  Ashanti príncipe da vida real, que assumiu seu status na vida real como príncipe de uma nação como parte de seu heel gerente gimmick. Nas histórias, Nana usou sua riqueza obtida com os impostos do povo de Gana para contratar lutadores para lutar contra os oponentes e rivais da Embaixada, embora uma vez ele tenha usado os ganhos de apostas na Gana em uma partida (contra a Estados Unidos) na Copa do Mundo FIFA de 2006 para contratar um.
Em 2004, Nana formou a Embaixada em Ring of Honor, Nana usou sua riqueza obtida com os impostos do povo de Gana para contratar lutadores para lutar contra seus oponentes e rivais. Sob sua gestão John Walters defendeu seu ROH Pure Championship e Jimmy Rave, Alex Shelley e Abyss venceram o Trios Tournament em 2006.
Em 23 de julho de 2022, em Death Before Dishonor, o Príncipe Nana anunciou que comprou Tully Blanchard Enterprises e reformou a Embaixada com Brian Cage, Kaun, Toa Liona & Jonathan Gresham. Eles iriam derrotar a equipe de Alex Zayne, Blake Christian e Tony Deppen durante o pré-show. Jonathan Gresham foi removido do grupo após perder o ROH World Championship e solicitar sua liberação. Em 10 de dezembro, em Batalha Final, a Embaixada derrotou Dalton Castle e The Boys para se tornar o  ROH World Six-Man Tag Team Champions.

### All Elite Wrestling
Em 14 de outubro de 2022, episódio de AEW Rampage, The Embassy fez sua estreia no AEW como um time perdendo para FTR e Shawn Spears.
No episódio de 1º de novembro de 2022 de AEW Dark, The Embassy derrotou a equipe de Fuego Del Sol junto com Waves And Curls (Jaylen Brandyn & Traevon Jordan).
No episódio de 5 de dezembro de AEW Dark: Elevation, The Embassy derrotou Dan Adams, Facade & Star Rider.
No episódio de 7 de abril de 2023 de AEW Rampage, Swerve Strickland juntou-se à facção depois de anunciar que estava fundindo sua própria facção Mogul Affiliates com eles. O grupo foi então renomeado Embaixada Mogul.

## Membros
| *    | Membro fundador |
| I–II | Líder(es)       |
| M    | Gerente         |

### Atual
| Membros           | Membros | Entrada          |
| ----------------- | ------- | ---------------- |
| Prince Nana       | *I/M    | Começo           |
| Brian Cage        |         | 23 de Julho 2022 |
| Kaun              |         | 23 de Julho 2022 |
| Toa Liona         |         | 23 de Julho 2022 |
| Swerve Strickland | II      | 7 de Abril 2023  |

### Antigos
| Membros            | Membros | Entrada             | Saida                           |
| ------------------ | ------- | ------------------- | ------------------------------- |
| Abyss              |         | July 2005           | January 2006                    |
| Alex Shelley       |         | July 23, 2005       | June 24, 2006                   |
| Bison Smith †      |         | March 20, 2009      | July 28, 2011                   |
| Claudio Castagnoli |         | 2009                | October 2010                    |
| Daizee Haze        |         | November 2005       | September 2006                  |
| Donovan Dijak      |         | February 27, 2016   | February 12, 2017               |
| Erick Stevens      |         | November 6, 2009    | October 2010                    |
| Ernesto Osiris     |         | March 20, 2009      | July 28, 2011                   |
| Jade Chung         |         | January 2005        | October 1, 2005                 |
| Jimmy Rave †       | *       | 2004 March 21, 2009 | October 28, 2006 September 2009 |
| Joey Ryan          |         | May 9, 2009         | February 13, 2010               |
| Jonathan Gresham   |         | July 8, 2022        | July 23, 2022                   |
| Matt Sydal         |         | February 25, 2005   | August 12, 2005                 |
| Moose              |         | December 7, 2014    | July 8, 2016                    |
| Necro Butcher      |         | May 21, 2010        | October 2, 2011                 |
| R.D. Evans         |         | January 22, 2011    | July 28, 2011                   |
| John Walters       | *       | 2004                | 2005                            |
| Ramon              |         | April 18, 2014      | March 28, 2015                  |
| Rhino              |         | June 13, 2011       | April 2012                      |
| Sal Rinauro        |         | July 15, 2006       | October 28, 2006                |
| Shawn Daivari      |         | March 6, 2010       | October 2010                    |
| Tommaso Ciampa     |         | January 22, 2011    | July 28, 2011                   |
| Xavier †           |         | January 2004        | April 2004                      |

### Meio período
| Membro             | Membro | Ingressou               | Aparência final         |
| ------------------ | ------ | ----------------------- | ----------------------- |
| Conrad Kennedy III |        | 24 de junho de 2006     | 24 de junho de 2006     |
| Dave Taylor        |        | 2 de abril de 2011      | 2 de abril de 2011      |
| Vanessa Harding    |        | 25 de fevereiro de 2005 | 25 de fevereiro de 2005 |

## Subgrupos

### Atual
| Afiliados      | Membros                 | Posse         | Tipo     | Promoção(s) |
| -------------- | ----------------------- | ------------- | -------- | ----------- |
| Gates of Agony | KaunToa Liona           | 2022–presente | Tag team | ROHAEW      |
| The Embassy    | Brian CageKaunToa Liona | 2022–presente | Trio     | ROH AEW     |

## Campeonatos e conquistas
- Ring of Honor
  - ROH World Championship (1 vez) – Jonathan Gresham
  - ROH Pure Championship (1 vez) – John Walters
  - ROH World Six-Man Tag Team Championship (1 vez, atual) – Brian Cage, Kaun & Toa Liona
  - Trios Tournament winner (2006) – Jimmy Rave, Alex Shelley & Abyss